# Makrokylindrus
Makrokylindrus är ett släkte av kräftdjur som beskrevs av Stebbing 1912. Makrokylindrus ingår i familjen Diastylidae.

## Bildgalleri

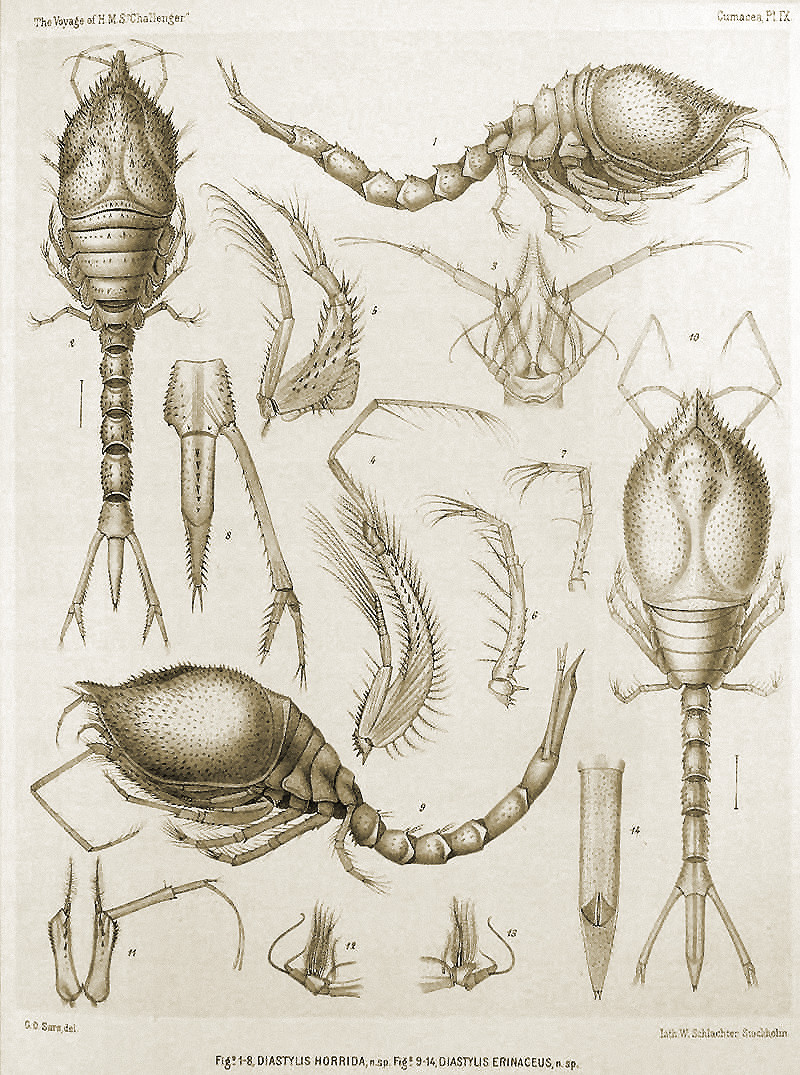

## Dottertaxa tillMakrokylindrus, i alfabetisk ordning[1][2]
- Makrokylindrus abyssi
- Makrokylindrus acanthodes
- Makrokylindrus aculeatus
- Makrokylindrus aegaeus
- Makrokylindrus alleni
- Makrokylindrus americanus
- Makrokylindrus anomalus
- Makrokylindrus armatus
- Makrokylindrus bacescui
- Makrokylindrus baceskei
- Makrokylindrus balinensis
- Makrokylindrus bicornis
- Makrokylindrus cinctus
- Makrokylindrus cingulatus
- Makrokylindrus costatus
- Makrokylindrus declivifrons
- Makrokylindrus deinotelson
- Makrokylindrus dubius
- Makrokylindrus erinaceus
- Makrokylindrus fagei
- Makrokylindrus fistularis
- Makrokylindrus fragilis
- Makrokylindrus gibraltariensis
- Makrokylindrus hadalis
- Makrokylindrus hessleri
- Makrokylindrus hirsuta
- Makrokylindrus hystrix
- Makrokylindrus inermis
- Makrokylindrus inscriptus
- Makrokylindrus insignis
- Makrokylindrus jedsi
- Makrokylindrus josephinae
- Makrokylindrus jubatus
- Makrokylindrus lomakinae
- Makrokylindrus longicaudatus
- Makrokylindrus longipes
- Makrokylindrus matsuei
- Makrokylindrus menziesi
- Makrokylindrus mersus
- Makrokylindrus monodi
- Makrokylindrus mundus
- Makrokylindrus myriamae
- Makrokylindrus mystacinus
- Makrokylindrus neptunius
- Makrokylindrus nitens
- Makrokylindrus omorii
- Makrokylindrus peresi
- Makrokylindrus reyssi
- Makrokylindrus sandersi
- Makrokylindrus serricauda
- Makrokylindrus spinifer
- Makrokylindrus spiniventris
- Makrokylindrus stebbingi
- Makrokylindrus stocki
- Makrokylindrus tubulicauda
- Makrokylindrus utinomii
- Makrokylindrus vitiasi
- Makrokylindrus wolffi